# Mecynome
Mecynome är ett släkte av skalbaggar. Mecynome ingår i familjen långhorningar.
Kladogram enligt Catalogue of Life:
| Mecynome | \| \| Mecynome aenescens \| \| \| \| \| \| Mecynome quadrispinosus \| \| \| \| |
|          | \| \| Mecynome aenescens \| \| \| \| \| \| Mecynome quadrispinosus \| \| \| \| |
|          | Mecynome aenescens                                                             |
|          |                                                                                |
|          | Mecynome quadrispinosus                                                        |
|          |                                                                                |